# Mauro Luna Diale
Mauro Luna Diale (* 26. April 1999 in Buenos Aires) ist ein argentinischer Fußballspieler.

## Karriere
Luna Diale begann seine Karriere bei den Boca Juniors, bei denen er aber nie den Sprung in den Profikader schaffte. Zur Saison 2019 wurde er nach Uruguay an den Cerro Largo FC verliehen. Dort gab er im Februar 2019 sein Profidebüt in der Primera División. Während der Leihe kam er zu 29 Einsätzen im uruguayischen Oberhaus. Im Januar 2020 kehrte er nach Argentinien zurück und wurde an die Unión de Santa Fe weiterverliehen. In der COVID-bedingt abgebrochenen Saison 2019/20 kam er aber nicht zum Einsatz. In der Saison 2020/21 absolvierte er neun Partien in der Primera División.
Im Juli 2021 wurde Luna Diale von Santa Fe fest verpflichtet. In der Saison 2021 absolvierte er zwölf Partien im argentinischen Oberhaus. In der Saison 2022 kam er zu 37 Einsätzen, in denen er vier Tore erzielte. In der Saison 2022 erzielte er ebenfalls vier Tore und absolvierte 39 Spiele.
Nach weiteren 18 Einsätzen in der Saison 2024 wechselte Luna Diale im Juli 2024 nach Russland zu Achmat Grosny.